# 朱學恒性騷擾醜聞

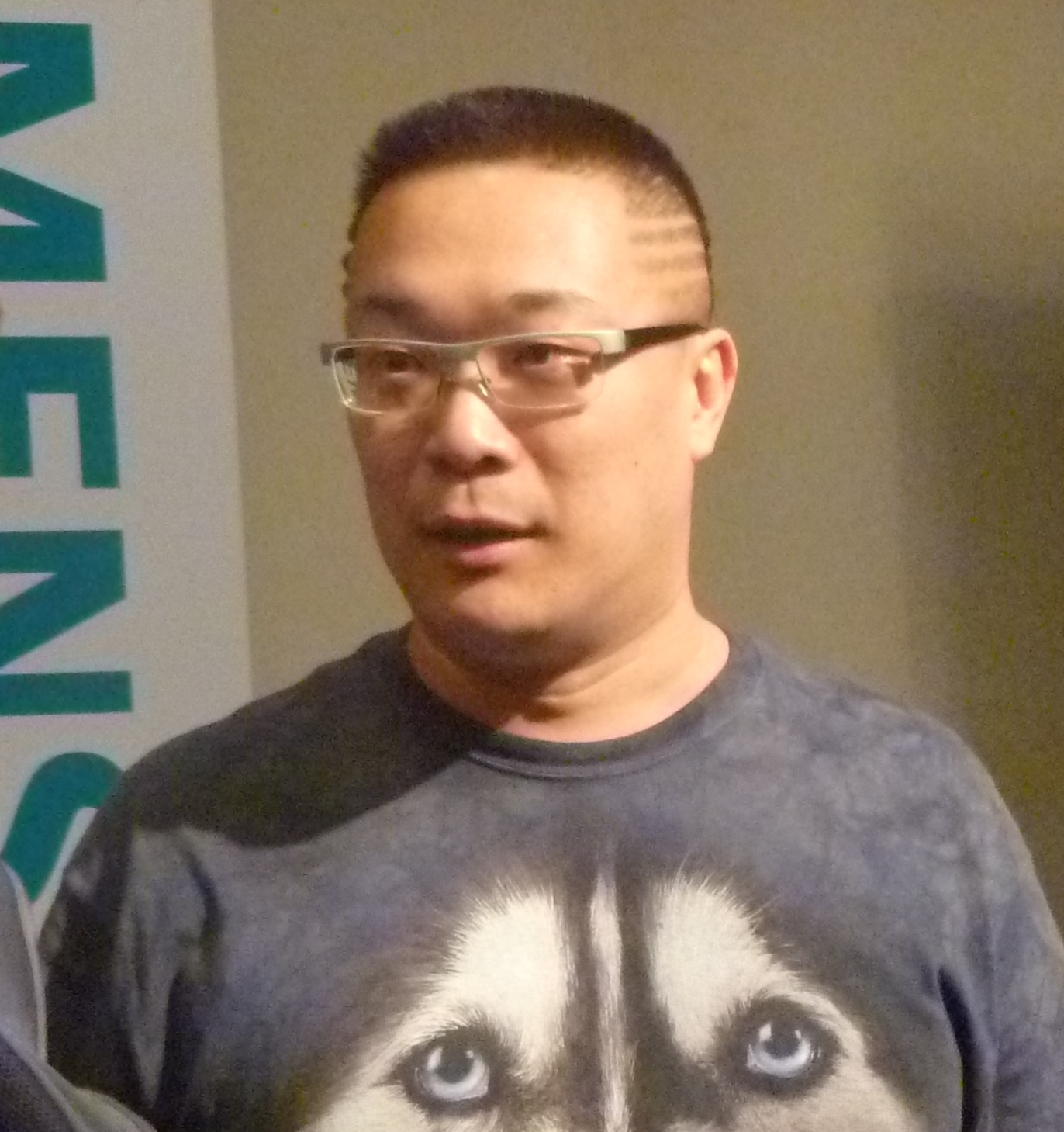
案件受指控人，作家朱學恒

朱學恒性騷擾醜聞指的是一宗發生於2023年臺灣＃MeToo運動的性騷擾事件，涉及臺灣作家朱學恒。

## 案情
中國國民黨台北市議員鍾沛君在2023年6月8日於Facebook帳號發文上揭露朱學恒曾在2022年8月份聚餐上未經同意摟住強制親吻得逞。朱學恒聲稱自己當時「完全喝到斷片，所以後續發生的事情我真心完全不清楚」；然而據鍾沛君說法，朱學恒是繞過餐桌強吻兩次，還跟鍾沛君說「反正妳明天也不會記得」，事後還叫Uber離開。鍾沛君後來表示，之所以這次提到這件事，是在東森財經新聞台《57爆新聞》錄影期間再遇上朱學恒，朱學恒談及性騷擾行為，讓鍾沛君再度回憶有關事件。

### 司法調查
臺灣臺北地方檢察署於2023年10月23日偵查終結，依刑法強制猥褻罪將朱起訴。
臺灣臺北地方法院於2024年3月29日判決朱學恒有罪，處有期徒刑1年2月，得上訴。朱學恒不服判決提出上訴，二審法院認為其已認罪且願意和解，改判其11個月有期徒刑。朱學恆表示接受判決，不再上訴，並在2025年1月24日入獄服刑。

## 反應
- 巴毛律師陳宇安表示，請問所有人是幾個人？另外，朱學恒對鍾沛君做的事情她認為已經不單純是性騷擾，而是強制猥褻。[7]
- 台灣人權促進會祕書長施逸翔表示，朱學恒強吻女性涉強制猥褻罪，刑事責任是可處6月以上5年以下有期徒[8]。

## 影響
YouTube頻道「朱學恒的阿宅萬事通事務所」在2023年6月9日名稱一度改為「即日起无限期停止公眾活动」，並相應停止所有直播、錄影。該頻道的直播工作室已由黃光芹團隊借用，朱學恒仍擔任幕後工作，並於9月7日與郭鬼鬼同台恢復主持節目。